# Barış Şimşek
Barış Şimşek (* 9. April 1976 in Trabzon) ist ein türkischer Fußballschiedsrichter der FIFA.

## Werdegang
Şimşek absolvierte seine Schiedsrichterprüfung 1999 in seiner Geburtsstadt Trabzon. Sein Debüt als Schiedsrichter in der Süper Lig gab Şimşek am 23. April 2006; er leitete die Begegnung zwischen Konyaspor und Sivasspor.